# Onthophagus kondaoensis
Onthophagus kondaoensis är en skalbaggsart som beskrevs av Kabakov 1994. Onthophagus kondaoensis ingår i släktet Onthophagus och familjen bladhorningar. Inga underarter finns listade i Catalogue of Life.